# Julio Iglesias Santamaría
Julio Iglesias Santamaría (Los Corrales de Buelna, 25 marzo 1944) è un ex calciatore e allenatore di calcio spagnolo, di ruolo difensore.

## Biografia
Anche suo fratello Teodoro, è stato un calciatore.

## Carriera
Con l'Atlético Madrid ha vinto due campionati (1969-1970, 1972-1973) e una Coppa di Spagna (1971-1972). Con il Real Betis ha vinto il campionato di Segunda División (1973-74).

## Palmarès

### Giocatore

#### Competizioni nazionali
- Campionato spagnolo: 2

Atlético Madrid: 1969-1970, 1972-1973
- Coppa di Spagna: 1

Atlético Madrid: 1971-1972
- Segunda División (Spagna): 1

Betis: 1973-1974